# Japán Wikipédia
A japán Wikipédia (japánul ウィキペディア日本語版, Hepburn-átírással Wikipedia Nihongo-ban)  a Wikipédia projekt japán nyelvű változata, egy szabadon szerkeszthető internetes enciklopédia. 2001 szeptemberében indult, 2008 júniusában több mint 500 000 szócikket tartalmazott, 2012 februárjára pedig már közel 800 000-et. Az egymilliós határt 2016 januárjában lépte át.
Ezzel az összes Wikipédia szócikkeinek számát tekintve a japán nyelvű a 13. helyen áll. A japán Wikipédia az egyik legnagyobb a nem indoeurópai nyelvűek közül.
2012 februárjában kb. 600 000 szerkesztője közül (akik közül 12 000 aktív, vagyis az elmúlt 30 napban is szerkesztett) 64 rendelkezett adminisztrátori jogokkal.

## Mérföldkövek
- 2001. szeptember – Elindul a japán Wikipédia.
- 2008. június – Elkészül az 500 000. szócikk.
- 2016. január – Elkészült az 1 000 000. szócikk
- Jelenlegi szócikkek száma: 1 318 959 (2022. március 27.)